# Boryzops similis
Boryzops similis är en fjärilsart som beskrevs av Druce 1901. Boryzops similis ingår i släktet Boryzops och familjen nattflyn. Inga underarter finns listade i Catalogue of Life.